# Kleiner Solstein
Kleiner Solstein är ett berg i Österrike.   Det ligger i distriktet Innsbruck-Land och förbundslandet Tyrolen, i den västra delen av landet, 400 km väster om huvudstaden Wien. Toppen på Kleiner Solstein är 2 637 meter över havet, eller 657 meter över den omgivande terrängen. Bredden vid basen är 10,9 km.
Terrängen runt Kleiner Solstein är bergig norrut, men söderut är den kuperad. Runt Kleiner Solstein är det ganska tätbefolkat, med 185 invånare per kvadratkilometer.. Närmaste större samhälle är Innsbruck, 7,2 km sydost om Kleiner Solstein. 
I omgivningarna runt Kleiner Solstein växer i huvudsak blandskog.